# 1474
Năm 1474 là một năm trong lịch Julius.